# Illinois kormányzóinak listája
Ez a lista az Amerikai Egyesült Államok Illinois államának kormányzóit sorolja föl. 1673-ban a francia Jacques Marquette és Louis Jolliet felfedezők az Illinois folyón hajóztak. 1680-ban követték őket más francia csoportok, akik erődöt építettek a mai Peoria város közelében, s 1682-ben Starved Rock tetejére egy újabb erődöt emeltek. A francia felfedezők nyomán Illinois a francia birodalom része volt egészen 1763-ig, amikor átadták a területet az Egyesült Királyságnak. A kis francia települések megmaradtak, s csak néhány brit katonai egységet küldtek ide, de nem volt itt sem angol, sem amerikai település ebben az időben. 1778-ban George Rogers Clark benyújtotta igényét Illinois megyére Virginia számára. 1783-ban területet Virginiához csatolták, amikor Virginia csatlakozott az Egyesült Államokhoz. Az állam 1783-ban Northwest Territory lett (=északnyugati terület).
Az Illinois-Wabash Company birtokolta Illinois legnagyobb részét. 1809 február 3-án létrehozták az Illinois Territóriumot (Illinois Territory), s Kaskaskia lett az első főváros. 1818. december 3-án Illinois az Egyesült Államok huszonegyedik tagállama lett. A kongresszus új határokat állapított meg, amely során az államhoz északi területeket csatoltak, beleértve magát Chicagót, Galenát és az ónbányák régióját.
A kormányzói széket négy évre lehet elnyerni, s nincsen a betölthető terminusok számát korlátozó limit.
Jelenleg a 42. kormányzó, a Demokrata Párthoz tartozó J. B. Pritzker tölti be a tisztséget 2019. január 14-től. A helyettes kormányzó a szintén demokrata Juliana Stratton.

## Párthovatartozás
| Párt                   | Kormányzók |
| ---------------------- | ---------- |
| Demokrata              | 17         |
| Republikánus           | 22         |
| Független              | 2          |
| Demokrata-Republikánus | 1          |
| Whig                   | 1          |

## Az Illionois terület kormányzói
| # | Kép | Kormányzó      | Kormányzói szolgálat kezdete | Kormányzói szolgálat vége | Egyéb választott (szövetségi) tisztségei | Kinevező elnök neve |
| - | --- | -------------- | ---------------------------- | ------------------------- | ---------------------------------------- | ------------------- |
| 1 |     | Ninian Edwards | 1809. március 1.             | 1818. október 6.          | Az USA szenátusának tagja (1818–1824)    | James Madison       |

## Illionois szövetségi állam kormányzói
| Illinois kormányzóinak listája                                    | Illinois kormányzóinak listája                                    | Illinois kormányzóinak listája                                    | Illinois kormányzóinak listája                                    | Illinois kormányzóinak listája                                    | Illinois kormányzóinak listája                                                  | Illinois kormányzóinak listája                                    | Illinois kormányzóinak listája                                    | Illinois kormányzóinak listája                                    |
| Whig Párt Demokrata-Republikánus Demokrata Párt Republikánus Párt | Whig Párt Demokrata-Republikánus Demokrata Párt Republikánus Párt | Whig Párt Demokrata-Republikánus Demokrata Párt Republikánus Párt | Whig Párt Demokrata-Republikánus Demokrata Párt Republikánus Párt | Whig Párt Demokrata-Republikánus Demokrata Párt Republikánus Párt | Whig Párt Demokrata-Republikánus Demokrata Párt Republikánus Párt               | Whig Párt Demokrata-Republikánus Demokrata Párt Republikánus Párt | Whig Párt Demokrata-Republikánus Demokrata Párt Republikánus Párt | Whig Párt Demokrata-Republikánus Demokrata Párt Republikánus Párt |
|                                                                   | Kép                                                               | Kormányzó                                                         | Hivatali idő                                                      | Párt                                                              | Egyéb választott (szövetségi) tisztségei                                        | Terminus                                                          | Helyettes                                                         | Helyettes                                                         |
| ----------------------------------------------------------------- | ----------------------------------------------------------------- | ----------------------------------------------------------------- | ----------------------------------------------------------------- | ----------------------------------------------------------------- | ------------------------------------------------------------------------------- | ----------------------------------------------------------------- | ----------------------------------------------------------------- | ----------------------------------------------------------------- |
| 1                                                                 |                                                                   | Shadrach Bond                                                     | 1818. október 6. – 1822. december 5.                              | FÜGG                                                              | Az USA képviselőházának delegátusa (1812-1813)                                  | 1818                                                              | Pierre Menard                                                     | FÜGG                                                              |
| 2                                                                 |                                                                   | Edward Coles                                                      | 1822. december 5. – 1826. december 6.                             | FÜGG                                                              |                                                                                 | 1822                                                              | Adolphus Hubbard                                                  | FÜGG                                                              |
| 3                                                                 |                                                                   | Ninian Edwards                                                    | 1826. december 6. – 1830. december 6.                             |                                                                   | Az USA szenátusának tagja (1818–1824)                                           | 1826                                                              | William Kinney                                                    |                                                                   |
| 4                                                                 |                                                                   | John Reynolds                                                     | 1830. december 6. – 1834. november 17.                            | 40x40px[halott link]                                              | Az USA képviselőházának tagja (1834–1837; 1839–1843)                            | 1830                                                              | Zadok Casey (Lemondott: 1833. március 1.)                         | 40x40px[halott link]                                              |
| 4                                                                 | William Lee D. Ewing                                              | John Reynolds                                                     | 1830. december 6. – 1834. november 17.                            | 40x40px[halott link]                                              | Az USA képviselőházának tagja (1834–1837; 1839–1843)                            | 1830                                                              | 40x40px[halott link]                                              |                                                                   |
| 5                                                                 |                                                                   | William Lee D. Ewing                                              | 1834. november 17. – 1834. december 3.                            | 40x40px[halott link]                                              | Az USA szenátusának tagja (1835–1837)                                           | 1830                                                              | Széküresedés                                                      | Széküresedés                                                      |
| 6                                                                 |                                                                   | Joseph Duncan                                                     | 1834. december 3. – 1838. december 7.                             |                                                                   | Az USA képviselőházának tagja (1827-1834)                                       | 1834                                                              | Alexander Jenkins (Lemondott: 1836. december 9.)                  |                                                                   |
| 6                                                                 | William H. Davidson                                               | Joseph Duncan                                                     | 1834. december 3. – 1838. december 7.                             | 40x40px[halott link]                                              | Az USA képviselőházának tagja (1827-1834)                                       | 1834                                                              |                                                                   |                                                                   |
| 7                                                                 |                                                                   | Thomas Carlin                                                     | 1838. december 7. – 1842. december 8.                             | 40x40px[halott link]                                              |                                                                                 | 1838                                                              | Stinson Anderson                                                  | 40x40px[halott link]                                              |
| 8                                                                 |                                                                   | Thomas Ford                                                       | 1842. december 8. – 1846. december 9.                             | 40x40px[halott link]                                              |                                                                                 | 1842                                                              | John Moore                                                        | 40x40px[halott link]                                              |
| 9                                                                 |                                                                   | Augustus C. French                                                | 1846. december 9. – 1853. január 10.                              | 40x40px[halott link]                                              |                                                                                 | 1846                                                              | Joseph Wells                                                      | 40x40px[halott link]                                              |
| 9                                                                 | 1848                                                              | Augustus C. French                                                | 1846. december 9. – 1853. január 10.                              | 40x40px[halott link]                                              | William McMurtry                                                                | 40x40px[halott link]                                              |                                                                   |                                                                   |
| 10                                                                |                                                                   | Joel Aldrich Matteson                                             | 1853. január 10. – 1857. január 12.                               | 40x40px[halott link]                                              |                                                                                 | 1852                                                              | Gustavus Koerner                                                  | 40x40px[halott link]                                              |
| 11                                                                |                                                                   | William Henry Bissell                                             | 1857. január 12. – 1860. március 18.                              | 40x40px[halott link]                                              | Az USA képviselőházának tagja (1849-1855)                                       | 1856                                                              | John Wood                                                         | 40x40px[halott link]                                              |
| 12                                                                |                                                                   | John Wood                                                         | 1860. március 18. – 1861. január 14.                              | 40x40px[halott link]                                              |                                                                                 | 1856                                                              | Széküresedés                                                      | Széküresedés                                                      |
| 12                                                                | Thomas Marshall                                                   | John Wood                                                         | 1860. március 18. – 1861. január 14.                              | 40x40px[halott link]                                              | 40x40px[halott link]                                                            | 1856                                                              |                                                                   |                                                                   |
| 13                                                                |                                                                   | Richard Yates                                                     | 1861. január 14. – 1865. január 16.                               | 40x40px[halott link]                                              | Az USA képviselőházának tagja (1852-1855) Az USA szenátusának tagja (1865–1871) | 1860                                                              | Francis Hoffmann                                                  | 40x40px[halott link]                                              |
| 14                                                                |                                                                   | Richard J. Oglesby                                                | 1865. január 16. – 1869. január 11.                               | 40x40px[halott link]                                              | Az USA szenátusának tagja (1873–1879)                                           | 1864                                                              | William Bross                                                     | 40x40px[halott link]                                              |
| 15                                                                |                                                                   | John M. Palmer                                                    | 1869. január 11. – 1873. január 13.                               | [ 19 ]                                                            | Az USA szenátusának tagja (1891–1897)                                           | 1868                                                              | John Dougherty                                                    | 40x40px[halott link]                                              |
| 14                                                                |                                                                   | Richard J. Oglesby                                                | 1873. január 13. – 1873. január 23.                               | 40x40px[halott link]                                              | Az USA szenátusának tagja (1873–1879)                                           | 1872                                                              | John Lourie Beveridge                                             | 40x40px[halott link]                                              |
| 16                                                                |                                                                   | John Lourie Beveridge                                             | 1873. január 23. – 1877. január 8.                                | 40x40px[halott link]                                              |                                                                                 | 1872                                                              | John Early (Szenátusi terminusa lejárt: 1875. január 8.)          | 40x40px[halott link]                                              |
| 16                                                                | Archibald Glenn                                                   | John Lourie Beveridge                                             | 1873. január 23. – 1877. január 8.                                | 40x40px[halott link]                                              | 40x40px[halott link]                                                            | 1872                                                              |                                                                   |                                                                   |
| 17                                                                |                                                                   | Shelby Moore Cullom                                               | 1877. január 8. – 1883. február 5.                                | 40x40px[halott link]                                              | Az USA képviselőházának tagja (1865–1871) Az USA szenátusának tagja (1883–1913) | 1876                                                              | Andrew Shuman                                                     | 40x40px[halott link]                                              |
| 17                                                                | 1880                                                              | Shelby Moore Cullom                                               | 1877. január 8. – 1883. február 5.                                | 40x40px[halott link]                                              | Az USA képviselőházának tagja (1865–1871) Az USA szenátusának tagja (1883–1913) | John Marshall Hamilton                                            | 40x40px[halott link]                                              |                                                                   |
| 18                                                                | 1880                                                              |                                                                   | John Marshall Hamilton                                            | 1883. február 5. – 1885. január 30.                               | 40x40px[halott link]                                                            |                                                                   | William Campbell                                                  | 40x40px[halott link]                                              |
| 14                                                                |                                                                   | Richard J. Oglesby                                                | 1885. január 30. – 1889. január 14.                               | 40x40px[halott link]                                              | Az USA szenátusának tagja (1873–1879)                                           | 1884                                                              | John Smith                                                        | 40x40px[halott link]                                              |
| 19                                                                |                                                                   | Joseph W. Fifer                                                   | 1889. január 14. – 1893. január 10.                               | 40x40px[halott link]                                              |                                                                                 | 1888                                                              | Lyman Ray                                                         | 40x40px[halott link]                                              |
| 20                                                                |                                                                   | John Peter Altgeld                                                | 1893. január 10. – 1897. január 11.                               | 40x40px[halott link]                                              |                                                                                 | 1892                                                              | Joseph B. Gill                                                    | 40x40px[halott link]                                              |
| 21                                                                |                                                                   | John R. Tanner                                                    | 1897. január 11. – 1901. január 14.                               | 40x40px[halott link]                                              |                                                                                 | 1896                                                              | William Northcott                                                 | 40x40px[halott link]                                              |
| 22                                                                |                                                                   | Richard Yates, Jr.                                                | 1901. január 14. – 1905. január 9.                                | 40x40px[halott link]                                              | Az USA képviselőházának tagja (1919–1933)                                       | 1900                                                              | William Northcott                                                 | 40x40px[halott link]                                              |
| 23                                                                |                                                                   | Charles S. Deneen                                                 | 1905. január 9. – 1913. február 3.                                | 40x40px[halott link]                                              | Az USA szenátusának tagja (1925–1931)                                           | 1904                                                              | Lawrence Sherman                                                  | 40x40px[halott link]                                              |
| 23                                                                | 1908                                                              | Charles S. Deneen                                                 | 1905. január 9. – 1913. február 3.                                | 40x40px[halott link]                                              | Az USA szenátusának tagja (1925–1931)                                           | John G. Oglesby                                                   | 40x40px[halott link]                                              |                                                                   |
| 24                                                                |                                                                   | Edward F. Dunne                                                   | 1913. február 3. – 1917. január 8.                                | 40x40px[halott link]                                              |                                                                                 | 1912                                                              | Barratt O'Hara                                                    | 40x40px[halott link]                                              |
| 25                                                                |                                                                   | Frank O. Lowden                                                   | 1917. január 8. – 1921. január 10.                                | 40x40px[halott link]                                              | Az USA képviselőházának tagja (1906–1911)                                       | 1916                                                              | John G. Oglesby                                                   | 40x40px[halott link]                                              |
| 26                                                                |                                                                   | Len Small                                                         | 1921. január 10. – 1929. január 14.                               | 40x40px[halott link]                                              |                                                                                 | 1920                                                              | Fred E. Sterling                                                  | 40x40px[halott link]                                              |
| 26                                                                | 1924                                                              | Len Small                                                         | 1921. január 10. – 1929. január 14.                               | 40x40px[halott link]                                              |                                                                                 |                                                                   | Fred E. Sterling                                                  | 40x40px[halott link]                                              |
| 27                                                                |                                                                   | Louis L. Emmerson                                                 | 1929. január 14. – 1933. január 9.                                | 40x40px[halott link]                                              |                                                                                 | 1928                                                              | Fred E. Sterling                                                  | 40x40px[halott link]                                              |
| 28                                                                |                                                                   | Henry Horner                                                      | 1933. január 9. – 1940. október 6.                                | 40x40px[halott link]                                              |                                                                                 | 1932                                                              | Thomas Donovan                                                    | 40x40px[halott link]                                              |
| 28                                                                | 1936                                                              | Henry Horner                                                      | 1933. január 9. – 1940. október 6.                                | 40x40px[halott link]                                              | John H. Stelle                                                                  | 40x40px[halott link]                                              |                                                                   |                                                                   |
| 29                                                                | 1936                                                              |                                                                   | John H. Stelle                                                    | 1940. október 6. – 1941. január 13.                               | 40x40px[halott link]                                                            |                                                                   | Széküresedés                                                      | Széküresedés                                                      |
| 30                                                                |                                                                   | Dwight H. Green                                                   | 1941. január 13. – 1949. január 10.                               | 40x40px[halott link]                                              |                                                                                 | 1940                                                              | Hugh W. Cross                                                     | 40x40px[halott link]                                              |
| 30                                                                | 1944                                                              | Dwight H. Green                                                   | 1941. január 13. – 1949. január 10.                               | 40x40px[halott link]                                              |                                                                                 |                                                                   | Hugh W. Cross                                                     | 40x40px[halott link]                                              |
| 31                                                                |                                                                   | Adlai E. Stevenson II                                             | 1949. január 10. – 1953. január 12.                               | 40x40px[halott link]                                              | Az USA nagykövete az Egyesült Nemzetek Szervezeténél (1949–1953)                | 1948                                                              | Sherwood Dixon                                                    | 40x40px[halott link]                                              |
| 32                                                                |                                                                   | William G. Stratton                                               | 1953. január 12. – 1961. január 9.                                | 40x40px[halott link]                                              | Az USA képviselőházának tagja (1941-1943; 1947-1949)                            | 1952                                                              | John William Chapman                                              | 40x40px[halott link]                                              |
| 32                                                                | 1956                                                              | William G. Stratton                                               | 1953. január 12. – 1961. január 9.                                | 40x40px[halott link]                                              | Az USA képviselőházának tagja (1941-1943; 1947-1949)                            |                                                                   | John William Chapman                                              | 40x40px[halott link]                                              |
| 33                                                                |                                                                   | Otto Kerner, Jr.                                                  | 1961. január 9. – 1968. május 21.                                 | 40x40px[halott link]                                              |                                                                                 | 1960                                                              | Samuel H. Shapiro                                                 | 40x40px[halott link]                                              |
| 33                                                                | 1964                                                              | Otto Kerner, Jr.                                                  | 1961. január 9. – 1968. május 21.                                 | 40x40px[halott link]                                              |                                                                                 |                                                                   | Samuel H. Shapiro                                                 | 40x40px[halott link]                                              |
| 34                                                                |                                                                   | Samuel H. Shapiro                                                 | 1968. május 21. – 1969. január 13.                                | 40x40px[halott link]                                              |                                                                                 | Széküresedés                                                      | Széküresedés                                                      |                                                                   |
| 35                                                                |                                                                   | Richard Buell Ogilvie                                             | 1969. január 13. – 1973. január 8.                                | 40x40px[halott link]                                              |                                                                                 | 1968                                                              | Paul Simon                                                        | 40x40px[halott link]                                              |
| 36                                                                |                                                                   | Dan Walker                                                        | 1973. január 8. – 1977. január 10.                                | 40x40px[halott link]                                              |                                                                                 | 1972                                                              | Neil Hartigan                                                     | 40x40px[halott link]                                              |
| 37                                                                |                                                                   | James R. Thompson                                                 | 1977. január 10. – 1991. január 14.                               | 40x40px[halott link]                                              |                                                                                 | 1976                                                              | Dave O'Neal (Lemondott: 1981. július 31.)                         | 40x40px[halott link]                                              |
| 37                                                                | 1978                                                              | James R. Thompson                                                 | 1977. január 10. – 1991. január 14.                               | 40x40px[halott link]                                              |                                                                                 |                                                                   | Dave O'Neal (Lemondott: 1981. július 31.)                         | 40x40px[halott link]                                              |
| 37                                                                | Széküresedés                                                      | James R. Thompson                                                 | 1977. január 10. – 1991. január 14.                               | 40x40px[halott link]                                              |                                                                                 |                                                                   |                                                                   |                                                                   |
| 37                                                                | 1982                                                              | James R. Thompson                                                 | 1977. január 10. – 1991. január 14.                               | 40x40px[halott link]                                              | George Ryan                                                                     | 40x40px[halott link]                                              |                                                                   |                                                                   |
| 37                                                                | 1986                                                              | James R. Thompson                                                 | 1977. január 10. – 1991. január 14.                               | 40x40px[halott link]                                              | George Ryan                                                                     | 40x40px[halott link]                                              |                                                                   |                                                                   |
| 38                                                                |                                                                   | Jim Edgar                                                         | 1991. január 14. – 1999. január 11.                               | 40x40px[halott link]                                              |                                                                                 | 1990                                                              | Bob Kustra                                                        | 40x40px[halott link]                                              |
| 38                                                                | 1994                                                              | Jim Edgar                                                         | 1991. január 14. – 1999. január 11.                               | 40x40px[halott link]                                              |                                                                                 |                                                                   | Bob Kustra                                                        | 40x40px[halott link]                                              |
| 39                                                                |                                                                   | George Ryan                                                       | 1999. január 11. – 2003. január 13.                               | 40x40px[halott link]                                              |                                                                                 | 1998                                                              | Corinne Wood                                                      | 40x40px[halott link]                                              |
| 40                                                                |                                                                   | Rod Blagojevich                                                   | 2003. január 13. – 2009. január 29.                               | 40x40px[halott link]                                              | Az USA képviselőházának tagja (1997–2003)                                       | 2002                                                              | Pat Quinn                                                         | 40x40px[halott link]                                              |
| 40                                                                | 2006                                                              | Rod Blagojevich                                                   | 2003. január 13. – 2009. január 29.                               | 40x40px[halott link]                                              | Az USA képviselőházának tagja (1997–2003)                                       |                                                                   | Pat Quinn                                                         | 40x40px[halott link]                                              |
| 41                                                                |                                                                   | Pat Quinn                                                         | 2009. január 29. – 2015. január 12.                               | 40x40px[halott link]                                              |                                                                                 | Széküresedés                                                      | Széküresedés                                                      |                                                                   |
| 41                                                                | 2010                                                              | Pat Quinn                                                         | 2009. január 29. – 2015. január 12.                               | 40x40px[halott link]                                              | Sheila Simon                                                                    | 40x40px[halott link]                                              |                                                                   |                                                                   |
| 42                                                                |                                                                   | Bruce Rauner                                                      | 2015. január 12. – 2019. január 14.                               | 40x40px[halott link]                                              |                                                                                 | 2014                                                              | Evelyn Sanguinetti                                                | 40x40px[halott link]                                              |
| 43                                                                |                                                                   | J. B. Pritzker                                                    | 2019. január 14. – Hivatalban                                     | 40x40px[halott link]                                              |                                                                                 | 2018                                                              | Juliana Stratton                                                  | 40x40px[halott link]                                              |